# Rallina mayri
La polluela de Mayr (Rallicula mayri, sin.: Rallina mayri) es una especie de ave en la familia Rallidae.

## Distribución
Se la encuentra en Indonesia y Papua Nueva Guinea.